# 추남자
《추남자》(追男仔: Boys Are Easy)는 홍콩에서 제작된 왕정 감독의 1993년 코미디 영화이다. 임청하 등이 주연으로 출연하였고 왕정 등이 제작에 참여하였다.

## 출연

### 주연
- 임청하
- 장만옥
- 양가휘
- 정이건
- 오요한

### 조연
- 장학우
- 린즈잉
- 오군여
- 성규안
- 구숙정
- 원경단
- 노혜광
- 진송용
- 나란
- 황일비